# レバノンの政治
レバノンはレバノン憲法に基づき、大統領を元首とした共和制国家である。
1970年代半ばから1992年まで、レバノン内戦のため選挙権を事実上排除されていた。キリスト教とイスラム教の併せて18ものの宗派が混在しているため、モザイク国家と言われている。宗派に基づく政治システムの欠陥を指摘する声もある。
最新の選挙は2018年5月6日に行われた。

## レバノン憲法
成文憲法がある
。

## 行政府

### 大統領
- ジョゼフ・アウン：2025年1月9日から現職

大統領は6年ごとに国民議会の秘密投票で選出され、議員定数の3分の2以上の賛成が必要。二選は禁止されている。大統領が選出されない場合は憲法の規定により首相が兼任する。大統領はキリスト教マロン派から選ばれるのが慣例。
大統領の権限は
- 国際条約の交渉・批准
- 首相・内閣の指名・任命
- 国民議会の解散

と非常に強力な権限を持ち、行政権を事実上支配できる。

### 内閣
内閣は首相を含む全ての閣僚が大統領から選出される。首相はスンナ派から選出されるのが慣例となっている。内閣は憲法第95条「宗派は組閣において公正に代表される」に基づきキリスト教宗派とイスラム教宗派が公平に配分される。近年では首相の権限が強くなってきている。

## 立法府

### 国民議会
レバノンの国会は国民議会と呼ばれる。一院制で任期は4年。議席は128席。大統領の選出、政府（内閣）の承認、法案、予算の承認を行う。
正副議長はシーア派から選ばれるのが慣例。議長選出の2年後、一度だけ議長の不信任をすることができ、議員の3分の2以上の賛成を得られれば議長を罷免することができる。

### 選挙
レバノンはキリスト教・イスラム教の各宗派が混在するモザイク国家のため、1943年から宗派制度という制度の下で、多宗派共存民主主義体制が敷かれている。現在の宗派別議席数はイスラム教徒とキリスト教徒でちょうど半々であるが、1989年のターイフ合意以前は、フランス委任統治時代の1932年の人口調査に基づく宗派の人口比から議席が配分されていたため6:5の割合でキリスト教徒が議席を多く占めていた。なお、宗派別の人口については現在ではムスリム人口がキリスト教徒人口を上回っているとされている。
男女の区別なく21歳以上の市民のすべてに参政権が与えられている。
間接民主制をとっており、議員は国民の選挙で選ばれる。現行の憲法により、宗派ごとに政治権力を分散する極めて珍しい体制が取られており、1989年のターイフ合意以降、総定員128議席の半分の64席ずつキリスト教とイスラム教に分けられ、さらに以下のように細かく定員が定められている。

#### 現在の宗派別の議席
| 宗派                       | 議席定員 |
| -------------------------- | -------- |
| マロン派                   | 34人     |
| ギリシャ正教会             | 14人     |
| ギリシャ・カトリック教会   | 8人      |
| アルメニア教会             | 5人      |
| アルメニア・カトリック教会 | 1人      |
| プロテスタント             | 1人      |
| その他宗派※                | 1人      |
| キリスト教総定員数         | 64人     |
| スンナ派                   | 27人     |
| シーア派                   | 27人     |
| ドゥルーズ派               | 8人      |
| アラウィー派               | 2人      |
| イスマーイール派           | 0人      |
| イスラム教宗派総定員数     | 64人     |
| 総定員数                   | 128人    |

※その他宗派とは、カルデア・カトリック、シリア正教会、シリア・カトリック教会、ネストリウス派、ローマ・カトリック、コプト正教会、ユダヤ教を言う。

### 政党
レバノンは宗教的共同体の影響が非常に強く、政党自体の影響力はあまりない言っても過言でない。

#### 現在の政党別の議席（2009年改選）
| 同盟                             | 議席数 | 政党名                         | 宗派             | 政治的思想         | 議席数 | 党首、その他人物                               | 備考                           |
| 与党                             | 与党   | 与党                           | 与党             | 与党               | 与党   | 与党                                           | 与党                           |
| -------------------------------- | ------ | ------------------------------ | ---------------- | ------------------ | ------ | ---------------------------------------------- | ------------------------------ |
| 3月14日連合 （親米反シリア連合） | 71     | 未来運動（ムスタクバル潮流）   | スンナ派中心     | 自由主義、資本主義 | 31     | サード・ハリーリー党首、フアード・シニオラ首相 |                                |
| 3月14日連合 （親米反シリア連合） | 71     | 進歩社会党                     | ドゥルーズ派中心 | 社会民主主義       | 12     | ワリード・ジュンブラート党首                   |                                |
| 3月14日連合 （親米反シリア連合） | 71     | レバノン軍団                   | マロン派など     | 右派ナショナリズム | 8      | サミール・ジャアジャア党首                     |                                |
| 3月14日連合 （親米反シリア連合） | 71     | ファンランヘ党                 | マロン派など     | 右派ナショナリズム | 5      | アミーン・ジュマイエル最高党首                 | 2005年11月にカターイブ党と統一 |
| 3月14日連合 （親米反シリア連合） | 71     | レバノン・イスラーム集団       | スンナ派         |                    | 1      |                                                |                                |
| 3月14日連合 （親米反シリア連合） | 71     | 国民自由党                     | マロン派など     | 自由主義           | 1      | ドーリー・シャムウーン党首                     |                                |
| 3月14日連合 （親米反シリア連合） | 71     | 民主左派運動                   | 無宗派           | 左派               | 1      | アミン・ワフビー                               |                                |
| 3月14日連合 （親米反シリア連合） | 71     | アルメニア民主自由党           | アルメニア教会   | 自由主義           | 1      | ハゴップ・カサディアン最高会議議長             |                                |
| 3月14日連合 （親米反シリア連合） | 71     | アルメニア社会民主ハンチャク党 | アルメニア教会   | 社会主義           | 1      | ヤギヤー・ジョルジヤーン執行委員会議長         |                                |
| 3月14日連合 （親米反シリア連合） | 71     | 無所属（与党派）               | -                | -                  | 10     | -                                              |                                |
| 野党                             |        |                                |                  |                    |        |                                                |                                |
| 3月8日連合 （反米親シリア連合）  | 57     | 自由国民運動                   | 保守的キリスト教 | 中道               | 18     | ミシェル・アウン党首                           | 2005年9月に公認                |
| 3月8日連合 （反米親シリア連合）  | 57     | アマル                         | シーア派         | イスラム主義       | 12     | ナビーフ・ベッリ書記長（国会議長）             | 1992年公認                     |
| 3月8日連合 （反米親シリア連合）  | 57     | ヒズボラ                       | シーア派         | イスラム原理主義   | 12     | ハサン・ナスルッラーフ師                       | 1992年公認                     |
| 3月8日連合 （反米親シリア連合）  | 57     | マラダ潮流                     | マロン派         |                    | 2      | スライマーン・フランジーヤ党首                 | 2006年6月発足                  |
| 3月8日連合 （反米親シリア連合）  | 57     | アラブ社会主義バアス党         | 無宗派           | アラブ社会主義     | 2      | アースィム・カーンスーフ民族指導部前書記長     |                                |
| 3月8日連合 （反米親シリア連合）  | 57     | シリア社会民族党               | 無宗派           | 大シリア主義       | 2      | アスアド・ハルダーン書記長                     |                                |
| 3月8日連合 （反米親シリア連合）  | 57     | レバノン民主党                 | ドゥルーズ派     |                    | 2      | タラール・アルスラーン党首                     |                                |
| 3月8日連合 （反米親シリア連合）  | 57     | アルメニア革命連盟             | アルメニア教会   | 社会民主主義       | 2      |                                                |                                |
| 3月8日連合 （反米親シリア連合）  | 57     | イスラム行動戦線               | スンナ派         | イスラム主義       | 1      | カーミル・ムハンマド・リファーイー元党首       |                                |
| 3月8日連合 （反米親シリア連合）  | 57     | 団結党                         | マロン派         |                    | 1      | エミール・ラフマ党首                           |                                |
| 3月8日連合 （反米親シリア連合）  | 57     | 無所属（野党派）               | -                | -                  | 2      | -                                              |                                |